# وینسور مک‌کی
زیناس وینزر مک‌کی (۲۶ سپتامبر ۱۸۶۹ تا ۲۶ ژوئیه ۱۹۳۴) طراح کارتون و پویانمای آمریکایی بود که بیشتر به خاطر داستان‌های مصور نمو کوچولو (آغاز در ۱۹۰۵) و پویانمایی گرتی دایناسور (۱۹۱۴) شناخته شده‌است. وی به دلایل حقوقی ناچار بود با نام سیلاس (Silas) زیر داستان‌های مصور رویای ربت فیند امضا کند.
کارهای مک‌کی در میان نخستین پویانمایی‌های ساخته شده در آن دوران، بیش از همه درخشید. مجموعه‌های ساخت او از سوی والت دیزنی و دیگران تا چند دهه دنبال می‌شد. مک‌کی بر هنرمندان چندین نسل تأثیر گذاشت که از آن جمله می‌توان به موریس سنداک، بیل واترسون، کریس ویر، ویلیام جویس، آندره لوبلان و... اشاره کرد.